# Bezirkskrankenhaus Reutte

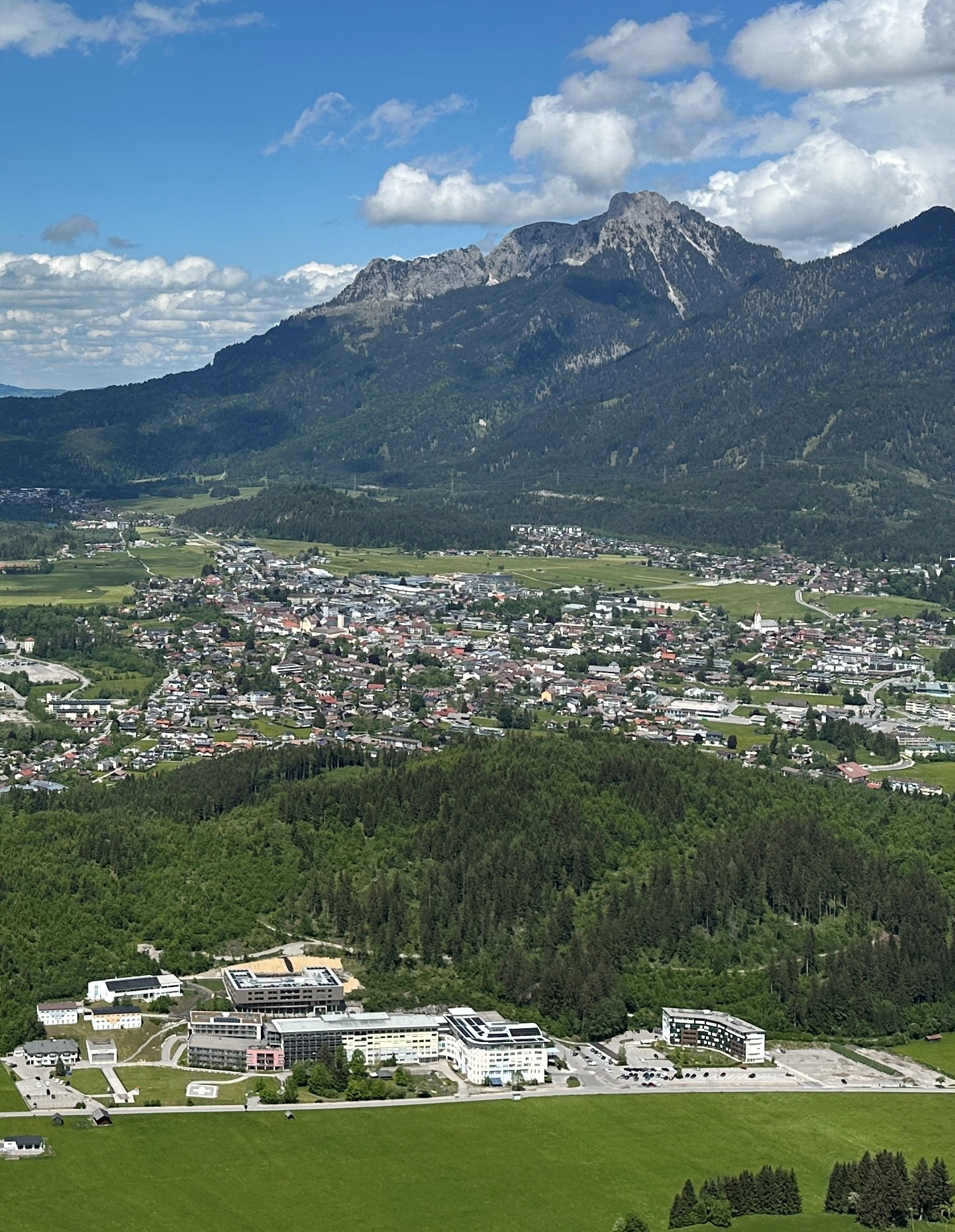
BKH Reutte

Das (allgemeine öffentliche) Bezirkskrankenhaus Reutte (kurz BKH Reutte) ist ein Krankenhaus in Ehenbichl, Tirol, Österreich. Es wird von einem Gemeindeverband geführt, dem alle Gemeinden des Bezirks Reutte, bis auf die Gemeinde Jungholz, angehören.

## Geschichte
1735 kaufte der Rat in Reutte das Palsische Haus, das erste bürgerliche Krankenhaus.  Peter Paul Mayr wurde 1758 der erste fest angestellte Arzt. 1795 wurde das „Pfarrliche Spital und Armenhaus“ eröffnet. 1926 wurde das Bad Kreckelmoos von den Barmherzigen Brüdern als Krankenhaus in Betrieb genommen. Nach einer Unterbrechung während des Zweiten Weltkriegs führten die Barmherzigen Brüder das Krankenhaus bis 1961. Im Jahr 1963 wurde beschlossen, ein neues Bezirkskrankenhaus zu errichten. Der Bau begann 1964 und das neue Krankenhaus wurde 1968 feierlich eingeweiht. 
1990 wurde die Krankenpflegeschule gegründet, zunächst im Kolpinghaus, bevor sie 1992 in das neue Gebäude am BKH Reutte übersiedelte. Zwischen 1993 und 1997 erfolgte der neuerliche Neubau des Krankenhauses, das am 28. Juni 1997 feierlich eingeweiht wurde. Gleichzeitig wurde das Wohn- und Pflegeheim Ehrenberg in den  renovierten Räumlichkeiten des alten Krankenhausgebäudes eröffnet. In dieser Zeit wurde auch das CT in Betrieb genommen.
Von 2005 bis 2016 erlebte das BKH Reutte weitere  Entwicklungen. Der Notarzthubschrauber RK-2 wurde am Krankenhaus stationiert, und es entstand eine Kooperation mit der Rehaklinik Enzenberg. Im Jahr 2009 übernahm Bürgermeister Aurel Schmidhofer den Vorsitz des Gemeindeverbands, eine Position, die er bis heute innehat. In dieser Zeit wurde auch das MRT in Betrieb genommen und eine dislozierte Tagesklinik für Augenheilkunde eingerichtet. Zudem begann eine Kooperation mit dem Akut-Herzkatheter Krankenhaus Füssen. Die zentrale Patientenaufnahme außerhalb der Kernarbeitszeiten der Ambulanzen wurde eingeführt, und ein neues Personalwohnhaus wurde gebaut.

## Einrichtungen und Abteilungen
Das Krankenhaus verfügt über mehrere medizinische Abteilungen, darunter:
- Innere Medizin
- Chirurgie
- Orthopädie
- Gynäkologie und Geburtshilfe
- Pädiatrie
- Anästhesiologie
- Radiologie

Zusätzlich bietet das BKH Reutte spezialisierte Konsiliarfächer und medizinische Systemabteilungen an.

## Technische Ausstattung
Das BKH Reutte ist mit medizinischen Geräten ausgestattet. Der Hubschrauberlandeplatz befindet sich direkt neben dem Krankenhaus, in Nachbarschaft befindet sich auch der Hangar der ARA Flugrettung mit dem Rettungshubschrauber RK-2.
- Röntgen
- Ultraschall
- CT (Computertomographie)
- MRT (Magnetresonanztomographie)
- Mammographie
- Schockraum

## Bildung und Forschung
Das Krankenhaus dient als akademisches Lehrkrankenhaus der Universitäten Innsbruck und Wien und bietet medizinische Versorgung in verschiedenen Fachbereichen.